# Imst
Imst é uma cidade da Áustria, situada no distrito de Imst, no estado do Tirol. Tem 113,34 km² de área e sua população em 2019 foi estimada em 10.628 habitantes.